# Cypridoidea
Cypridoidea is een superfamilie van kreeftachtigen uit de klasse van de Ostracoda (mosselkreeftjes).

## Families
- Candonidae Kaufmann, 1900
- Cyprideidae Martin, 1940 †
- Cyprididae Baird, 1845
- Ilyocyprididae Kaufmann, 1900
- Notodromadidae Kaufmann, 1900
- Trapezoidellidae Sohn, 1979 †